# Звенигород
Звенигород (рус. Звенигород) град је у Русији у Московској области. Према попису становништва из 2010. у граду је живело 16395 становника.

## Становништво
| 1939. | 1959. | 1970.  | 1979.  | 1989.  | 2002.  | 2010.  |
| ----- | ----- | ------ | ------ | ------ | ------ | ------ |
| 6.300 | 8.842 | 10.553 | 12.303 | 15.805 | 12.155 | 16.395 |